# Michelle Danner
Pour les articles homonymes, voir Danner.
Michelle Danner est une actrice, réalisatrice, productrice, coach artistique et professeure de théâtre américaine.

## Biographie
Elle est la propriétaire de l’école de théâtre et cinéma Michelle Danner Los Angeles Acting School, qui est spécialisée dans différentes sortes de jeu telles que la technique Meisner, Strasberg, Adler, Hagen, Chekhov et Stanislavsky. Elle est également la fondatrice et directrice artistique du complexe artistique Edgemar Center for the Arts, basé à Santa Monica, Californie, aux États-Unis. Alexandra Guarnieri est la directrice générale de l'école. Orientée vers l'international, l'école accueille des étudiants du monde entier. Grâce à son accréditation par le gouvernement américain, elle sponsorise les étudiants pour se voir délivrer un visa M1.
Elle est la fille de William Moris, ancien agent artistique, et travaille actuellement en tant qu’actrice, réalisatrice, productrice et coach.

## Carrière
Le premier film que Michelle Danner a produit, How to Go Out on a Date in Queens, a remporté le Los Angeles Film Awards, dans la catégorie du meilleur jeu et meilleur film. Hello Herman, sorti en 2013, rapporte les effets néfastes de la violence à l’école par les autres élèves, de la négligence de l’éducation des parents et la brutalité de plus en plus généralisée de la société, sur un lycéen lambda. Un article paru dans le New-York Times déclare que le film de Danner était empreint d’un message anti harcèlement,. Michelle Danner a joué et réalisé près de 30 pièces à Los Angeles et New York, dont nombre d'œuvres écrites par Tennessee Williams, récompensé pour le film La Rose Tatouée.
À Edgemar, Danner a produit The Night of the Black Cat, un cabaret français, qui a remporté en 2005 le prix de la meilleure comédie musicale de l’année, par le Los Angeles Music Awards. Elle a réalisé la première mondiale de Mental the Musical, vainqueur de différents prix, lors du Annual Ticket Holder, dans la catégorie meilleur jeu et meilleure musique. En 2005, elle a écrit et réalisé You’re on the Air, une comédie improvisée, qui est actuellement en développement pour être transcrite en film. Elle a produit et joué dans Dos Corazones, réalisé par Larry Moss, un court métrage récompensé pour la meilleure cinématographie, et favori du public, lors du Malibu Film Festival. En 2006, elle fait ses débuts en tant que réalisatrice, pour le film How to Go Out on a Date in Queens. Elle a été la coach experte pour la comédie The Starlet, diffusée sur WB show. Elle a été élue meilleure coach par les lecteurs de Backstage. Une fois par an, Danner dirige l’événement multimédia Scene Bites, pour l’industrie du cinéma. Elle a fait une apparition en juillet 2009, avec Andy Richter, sur le plateau de The Tonight Show with Conan O’Brien. Michelle Danner, en partenariat avec Larry Moss, est la fondatrice et Directrice Artistique de Edgemar Center for the Arts, et de The Edgemar Theatre Group. Elle a réalisé une levée de fonds de 1.3 million de dollars, qui ont servi à la construction de deux salles théâtres et d’une galerie d’art. Sa société de production, All In Films, a plusieurs projets de films en développement. Le dernier film en date, The Bandit Hound, est sorti en avril 2016.

## Filmographie
| Année     | Film / Fonction                     | Notes                            |
| --------- | ----------------------------------- | -------------------------------- |
| 1998      | Dos Corazones                       | Productrice/Actrice              |
| 2006      | How to Go Out on a Date in Queens   | Réalisatrice/Productrice/Actrice |
| 2009      | The Tonight Show with Conan O'Brien | Elle-même                        |
| 2010      | Death at a Funeral                  | Coach                            |
| 2010      | Father of Invention                 | Coach                            |
| 2011      | Workshop                            | Actrice                          |
| 2011-2012 | Actors Entertainment                | Elle-même                        |
| 2012      | Hello, Herman                       | Productrice/Réalisatrice         |
| 2016      | The Bandit Hound                    | Scénariste/Réalisatrice          |
| 2020      | Bad Impulse                         | Productrice/Réalisatrice         |
| 2021      | The Runner                          | Réalisatrice                     |
| 2023      | Miranda's Victim                    | Réalisatrice                     |
| 2025      | Under the Stars                     | Réalisatrice                     |